# اونها (خواننده)
جانگ اون-بی(زاده ۳۰ مهٔ ۱۹۹۷) که بیشتر با نام مستعار اونها شناخته می شود خواننده، اهل کره جنوبی است. این  او عضو گروه دخترانه VIVIZ و عضو سابق گروه دخترانه GFRIEND است.